# Galápagosi oroszlánfóka
A galápagosi oroszlánfóka (Zalophus wollebaeki) az emlősök (Mammalia) osztályának ragadozók (Carnivora) rendjébe, ezen belül a fülesfókafélék (Otariidae) családjába tartozó faj.

## Rendszertani besorolása
A szóban forgó oroszlánfókát, korábban a kaliforniai oroszlánfóka (Zalophus californianus) alfajának vélték, Zalophus californianus wollebaeki tudományos név alatt. Erling Sivertsen norvég zoológus, már 1953-ban leírta az állatot különállófajként, de genetikailag nem tudta bebizonyítani. Azonban manapság az újabb DNS-vizsgálatok megerősítették Sivertsen feltételezését, és a galápagosi oroszlánfóka elnyerte az önállófaji státuszát.

## Előfordulása
A galápagosi oroszlánfóka előfordulási területe, amint neve is mutatja, az Ecuadorhoz tartozó Galápagos-szigetek. A szigetcsoport összes szigetén előfordul, továbbá újabb kolóniákat hozott létre a kontinentális Ecuador és Kolumbia egyes tengerpartjain. A Costa Ricától 500 kilométerre, délnyugati irányban lévő Kókusz-szigeten ritka vendégnek számít. E faj állományainak legnagyobb része nemzeti parkokban és védett területeken él. Az állománynagysága nem állandó, 20 000 és 50 000 példány között mozog. Az El Niño-s években az állomány lecsökken, részben az éhenhalás miatt, részben a szaporodási időszak kihagyása miatt.

## Megjelenése
Valamivel kisebb, mint a rokon kaliforniai oroszlánfóka; testhossza 150-250 centiméter és testtömege 50-250 kilogramm. A hím általában nagyobb a nősténynél. A hím testesebb és vastagabb felépítésű; a nőstény hosszúkás és vékony alkatú. Az ivarérett hím koponyájának tetején egy kiemelkedés fejlődik ki; ez azonban kisebb, mint a kaliforniai oroszlánfóka esetében; az ivarérettlen hímnél és a nősténynél ez a „taraj” hiányzik. Mindkét nemnél a pofa hosszúkás és hegyes, bajuszos orrban végződik. Mivel a fülesfókákhoz tartozik, jelen vannak a kis, vékony, de jól kivehető fülek. A kisebb kölyök kutyára emlékeztet. A hím sötétbarna, a nőstény világosbarna színű. Úszóik feketék, vagy nagyon sötét barnák. A hátsó úszóit előre tudja hajlítani.

## Életmódja
Táplálékának legnagyobb részét a szardíniaszerű kisebb heringfélék alkotják; azonban az El Niño-s években kalmárokkal és gyöngyöshalfélékkel is beéri. Néha akár 10-15 kilométeres távolságba is kiúszik táplálékszerzési célokból. Táplálkozások között a partokon hever és napozik. Az emberen kívül, a legfőbb természetes ellenségei a cápák és a kardszárnyú delfin.
Az élettartama 15-24 év közötti.

## Szaporodása
Az ivarérettséget, körülbelül 4-5 év alatt éri el. A szaporodási időszaka májustól egészen januárig tart. A hím 5-25 fős háremet gyűjt maga köré; ezt pedig hevesen védelmez. Körülbelül egyéves vemhesség után, a nőstény egy kölyöknek ad életet. A kölyök kéthetes korában már követi anyját a tengerbe; 2-3 hetes korában az anyja a helybéli hímmel párosodik. Az elválasztás, körülbelül 11 hónap után következik be. A kölykök olykor összegyűlnek. Mivel nagyon hosszú e faj szaporodási időszaka és kölyköket is sokáig nevelik; az év akármelyik részében láthatók kis galápagosi oroszlánfókák.

## Képek

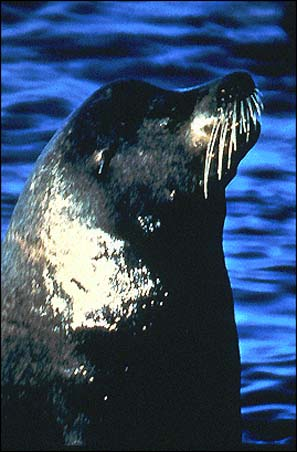
Kifejlett hím
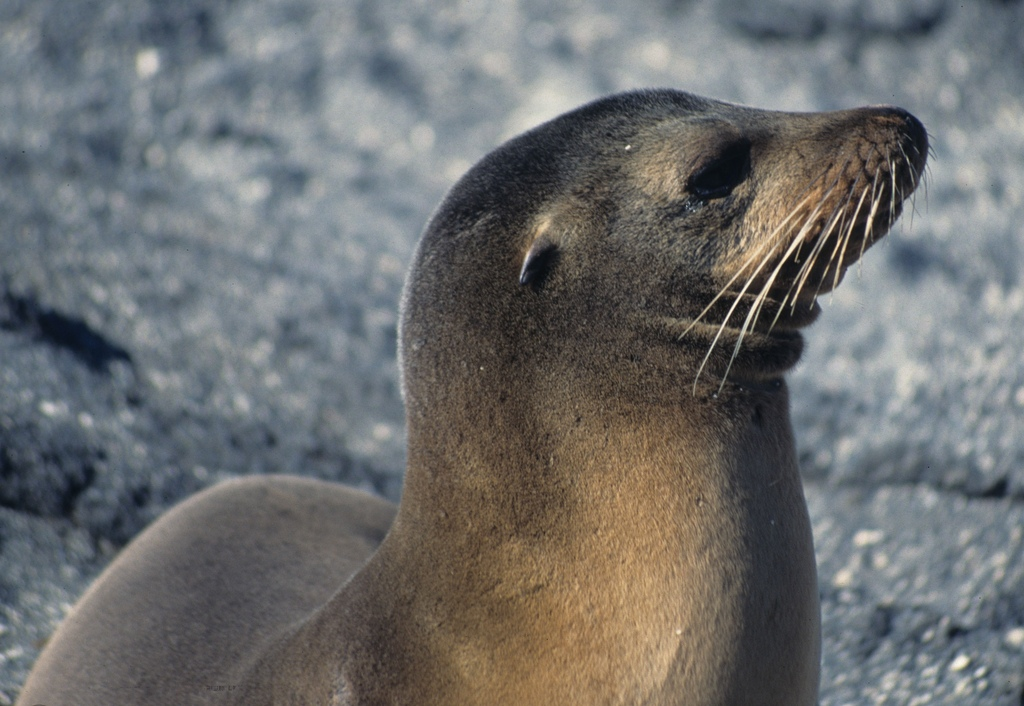
Fiatalabb hím
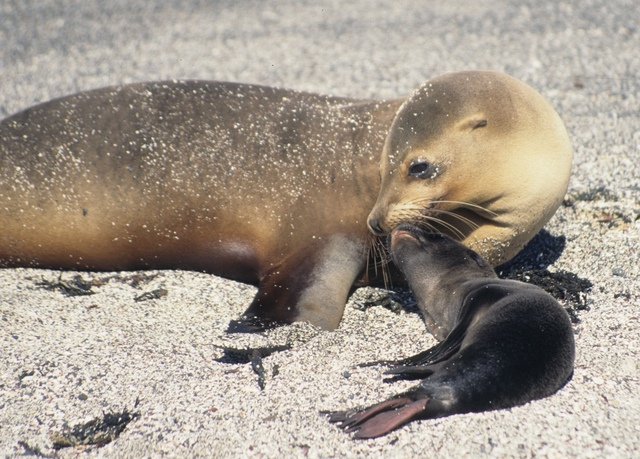
Anya kölykével
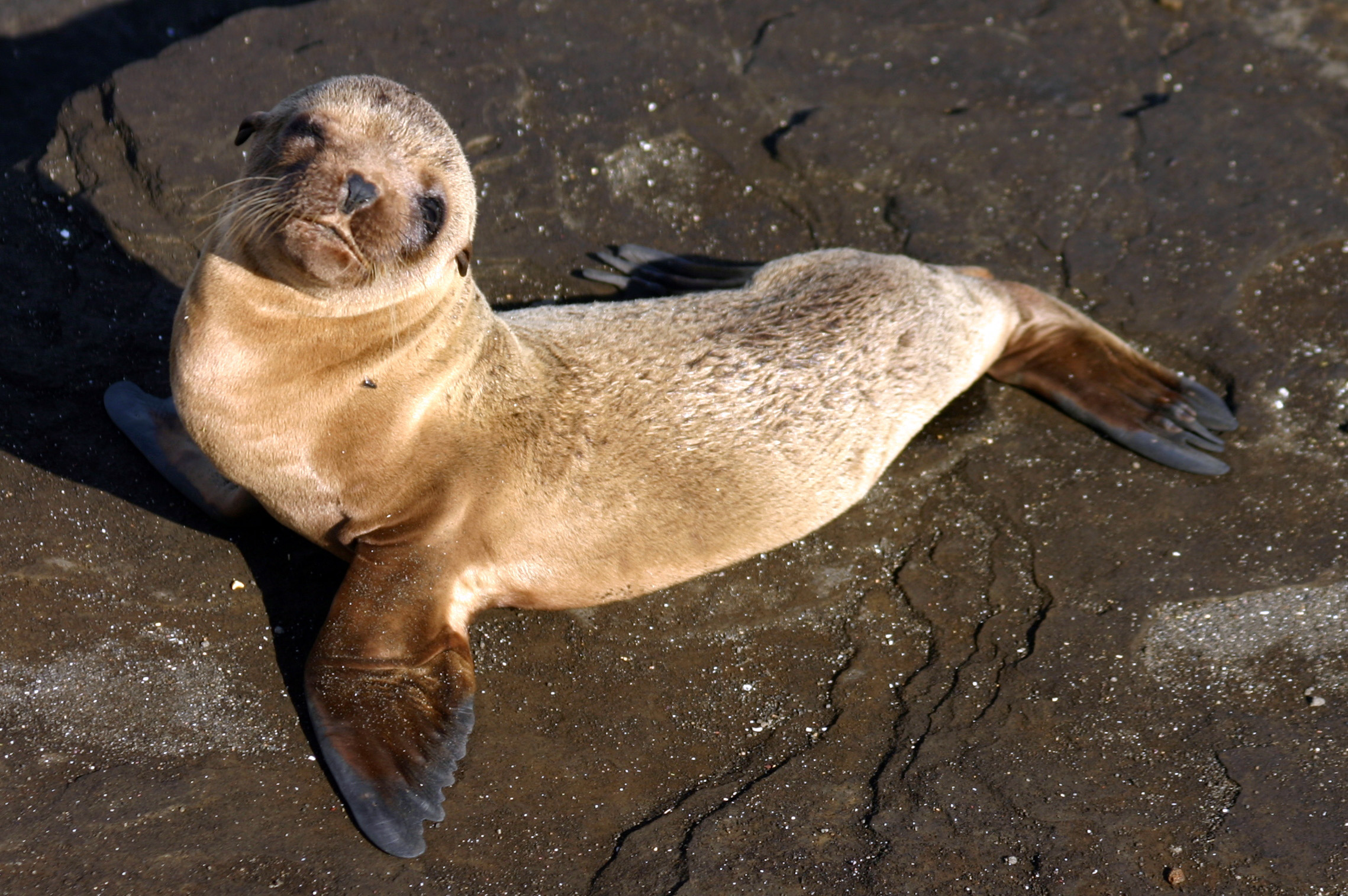
Kölyök
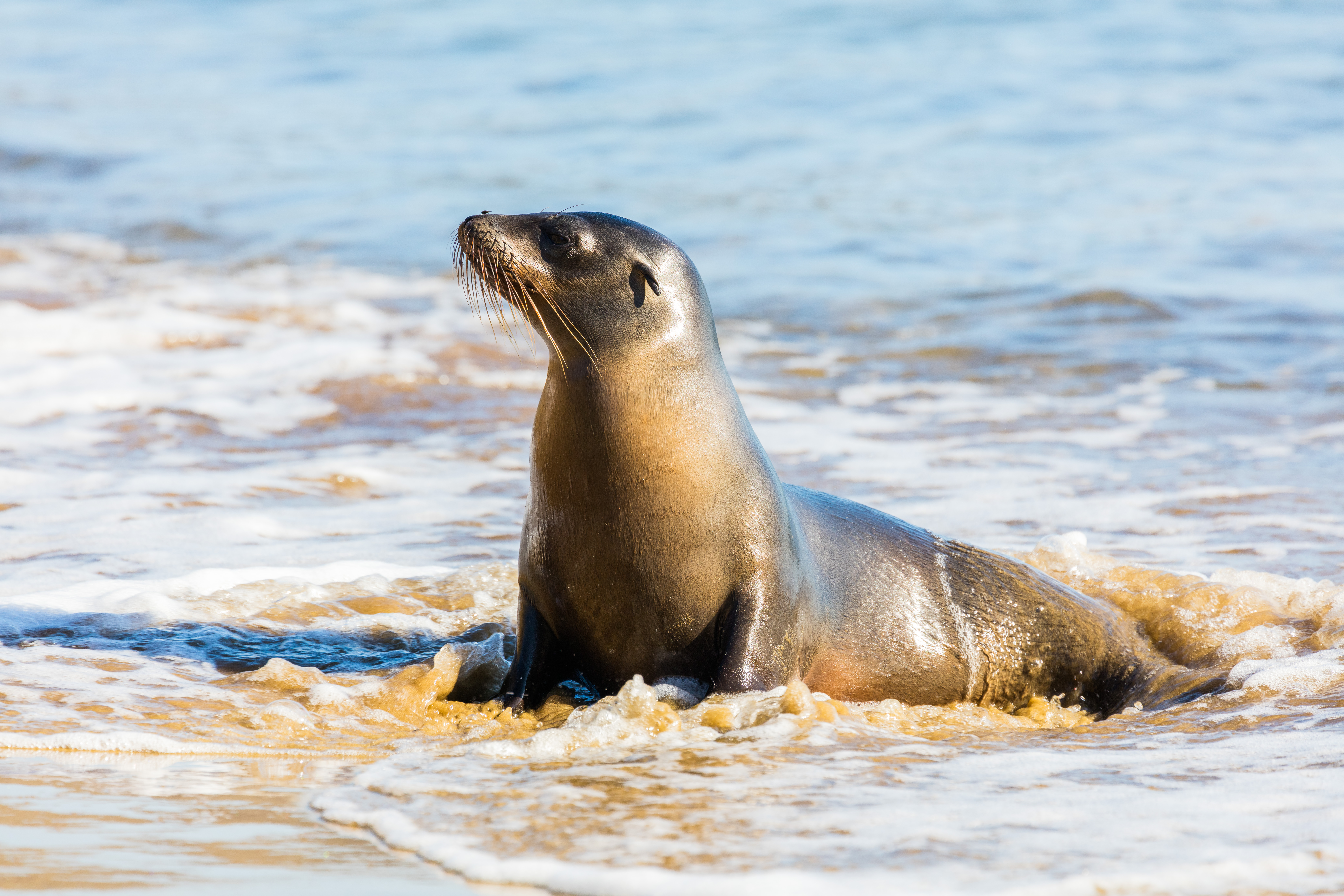
Partra érkező példány
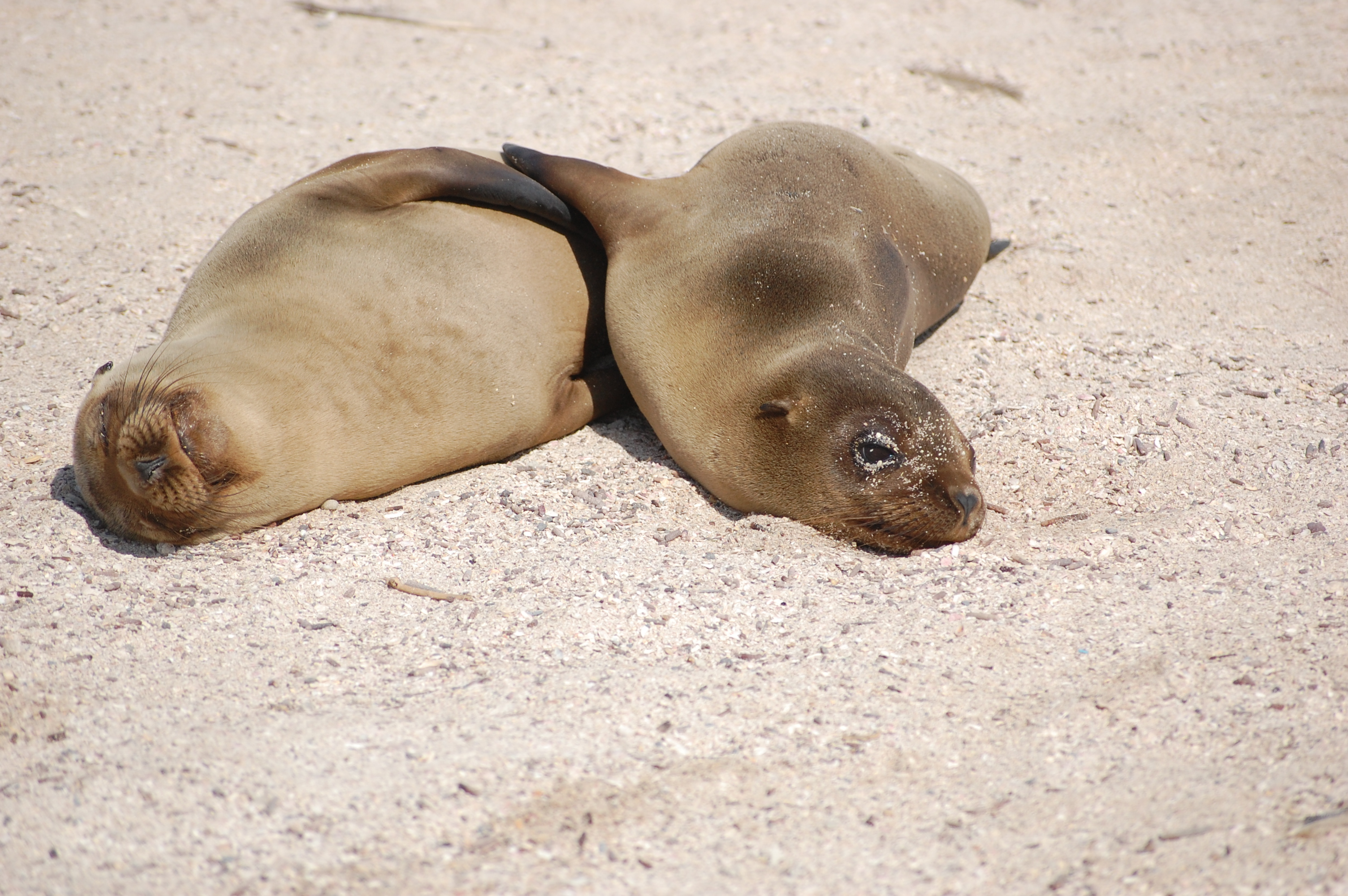
A parton szundikálva
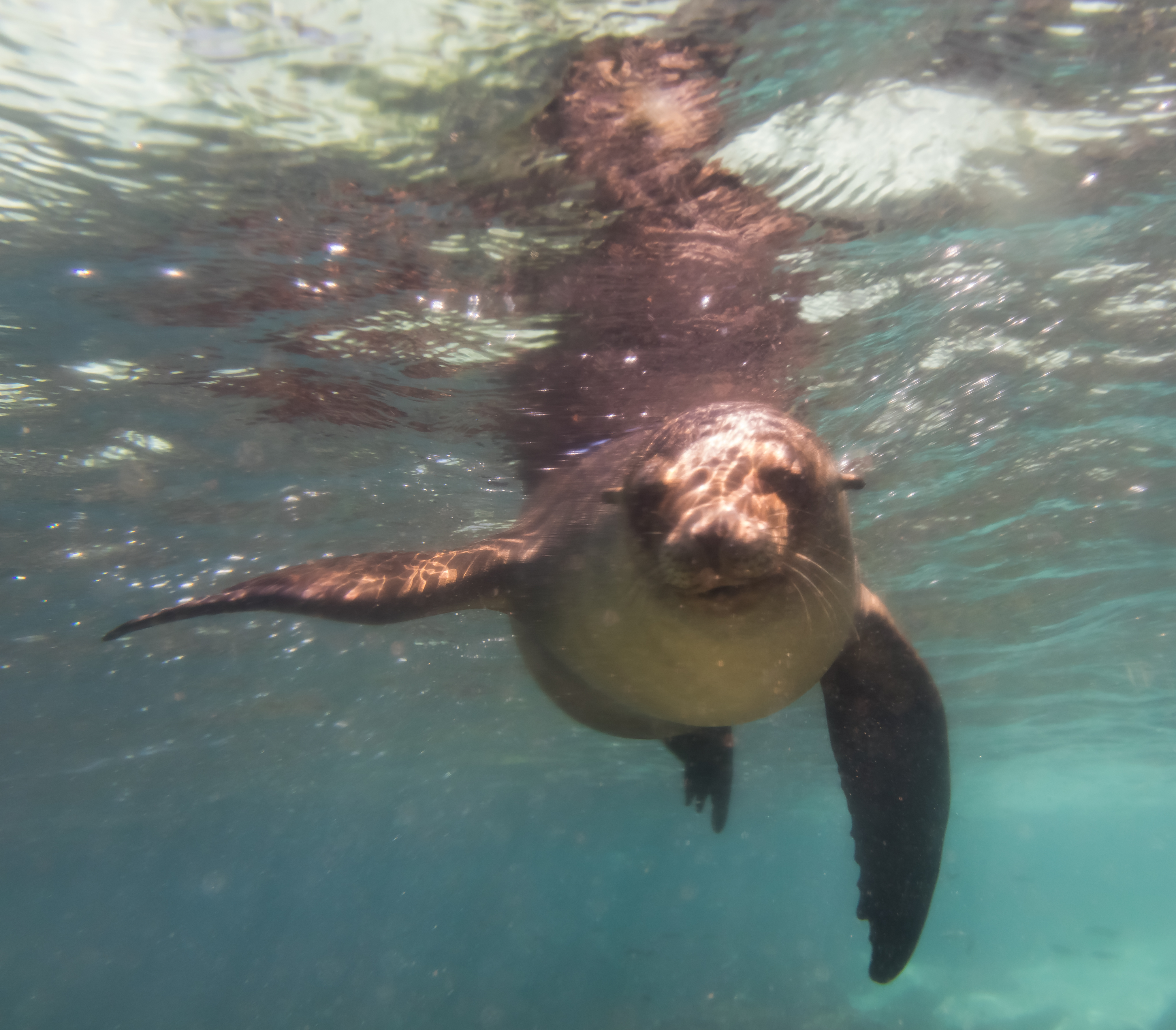
A víz alatt
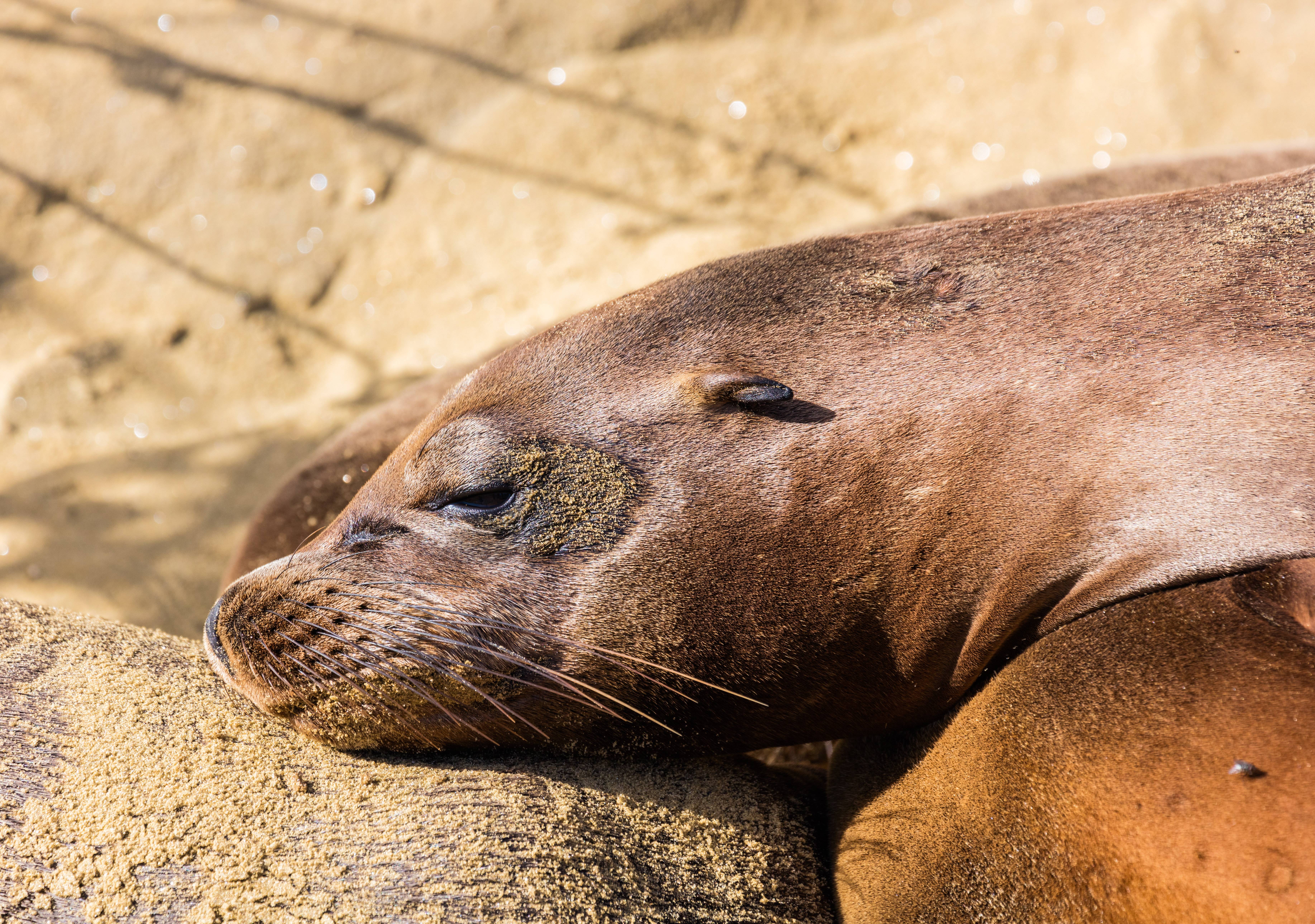
Portré

### Fordítás
- Ez a szócikk részben vagy egészben  a   Galápagos sea lion című angol Wikipédia-szócikk ezen változatának fordításán alapul.  Az eredeti cikk szerkesztőit annak laptörténete sorolja fel. Ez a jelzés csupán a megfogalmazás eredetét és a szerzői jogokat jelzi, nem szolgál a cikkben szereplő információk forrásmegjelöléseként.

## További irodalom
- Kunc, Hansjoerg P., and Jochen B. W. Wolf. "Seasonal Changes Of Vocal Rates And Their Relation To Territorial Status In Male Galápagos Sea Lions ( Zalophus Wollebaeki)." Ethology 114.4 (2008): 381-388. Academic Search Premier. Web. 24 Oct. 2013. [halott link].
- Meise, Kristine, Oliver Kruger, Paolo Piedrahita, and Fritz Trillmich. "Site Fidedility of Male Galapagos Sea Lions: A Lifetime Perspective." 67.6 (Jun 2013): 1001+. Web of Science. Web. 24 Oct. 2013..
- Wolf, Jochen B., et al. "Males in the Shade: Habitat use and Sexual Segregation in the Galápagos Sea Lion (Zalophus Californianus Wollebaeki)." Behavioral Ecology and Sociobiology 59.2 (2005): 293-302. ProQuest. Web. 24 Oct. 2013. .